# Shin’ichirō Miki
Shin’ichirō Miki (jap. 三木 眞一郎 Miki Shin’ichirō; ur. 18 marca 1968 w Tokio) – japoński seiyū i aktor dubbingowy, pracował dla firmy 81 Produce. Znany głównie z ról głosowych Kojirō (Jamesa) z anime Pokémon oraz Akiry Yūkiego z serii gier Virtua Fighter. Jest częścią kwartetu seiyū Weiß składającego się z Tomokazu Seki, Takehito Koyasu i Hiro Yūki z anime Weiss Kreuz.

## Wybrane role głosowe
- One Piece – Pedro
- Pokémon –
  - Kojirō (James),
  - Pokémon Zukan (Pokédex),
  - Hitokage (Charmander),
  - Lizardo (Charmeleon),
  - Lizardon (Charizard),
  - Nyoromo (Poliwag),
  - Nyorozo (Poliwhirl),
  - Nyorotono (Politoed),
  - Hitodeman (Staryu),
  - Isitsubute (Geodude),
  - Zubat,
  - Golbat,
  - Crobat,
  - Yoshiki (Melissa)[a],
  - Numacraw (Marshtomp),
  - Cotoise (Torkoal),
  - Dotaitose (Torterra),
  - Hayashigame (Grotle),
  - Naetle (Turtwig),
  - Ishizumai (Dwebble)
- Weiß Kreuz – Yōji Kudō
- Initial D – Takumi Fujiwara
- Naruto – Mizuki
- Bleach – Kisuke Urahara
- Fullmetal Alchemist: Brotherhood – Roy Mustang
- One-Punch Man – Snek
- Virtua Fighter – Akira Yūki
- Kidō Senshi Gundam 00 – Lockon Stratos (Neil i Lyle Dylandy)
- Dragon Ball Super – Zamasu
- Hugtto! Pretty Cure – Listol
- Jii-san baa-san wakagaeru – Shōzō Saitō[2]

## Nagrody i nominacje
- 2007: Pierwsza edycja Seiyū Awards: Najlepszy aktor pierwszoplanowy (nominacja) – postać Ryuusei w anime Date Super Robot Wars Original Generation: Divine Wars
- 2010: Czwarta edycja Seiyū Awards: Najlepszy aktor ról drugoplanowych (wygrana) – postać Roy Mustang w anime Fullmetal Alchemist: Brotherhood oraz postać Lockon Stratos w anime Mobile Suit Gundam 00[3]
- 2014: Ósma edycja Seiyū Awards: Nagroda Kei Tomiyama (wygrana)[4]